# Walter Stennes
Walter Stennes także Walther Stennes (ur. 12 kwietnia 1895 w Fürstenbergu, zm. 19 maja 1983 w Lüdenscheid) – niemiecki wojskowy, polityk i dowódca SA.
Uczestnik I wojny światowej, założyciel i dowódca oddziału Freikorps, dowódca jednostki specjalnej berlińskiej Sicherheitspolizei (1919–1922), dowódca Czarnej Reichswehry, członek NSDAP i SA-Führer na tereny wschodnie (1927–1931). Dwukrotny organizator rewolty SA przeciwko władzom NSDAP – w 1930 i 1931 – tzw. puczu Stennesa. Wydalony z partii i SA, współpracował z Otto Strasserem. Aresztowany w 1933, wypuszczony na wolność po interwencji Hermanna Göringa i Rudolfa Dielsa, wyemigrował do Chin, gdzie pełnił funkcję doradcy wojskowego Czang Kaj-szeka. Do Niemiec wrócił w 1949, próbując bezskutecznie uzyskać status prześladowanego przez reżim nazistowski.

## I wojna światowa
Po czteroletniej edukacji w szkole powszechnej, Stennes kontynuował naukę w szkołach kadetów w Bensbergu i Berlinie-Lichterfelde (1905–1910). Po zdaniu matury w 1914, jako podoficer został wysłany na front francuski I wojny światowej. W 1918 awansował na stopień porucznika. Po wojnie założył Freikorps Hacketau (1918), razem z którym walczył z górnikami podczas powstania w Zagłębiu Ruhry. 

## Berlińska policja
1 sierpnia 1919 Stennes wstąpił do berlińskiej Sicherheitspolizei, gdzie objął dowództwo jednostki specjalnej do zwalczania zamieszek, przy czym głównym jej zadaniem była ochrona rządu i zapewnienia bezpieczeństwa w dzielnicy rządowej. Stennes ściągnął do nowego oddziału wielu swoich dawnych żołnierzy z Freikorpsu. 
Stennes poparł pucz Kappa-Lüttwitza – w marcu 1920 rozkazał strzelać do uczestników demonstracji na Wilhelmplatz w Berlinie, cztery osoby zginęły; wydanie rozkazu usprawiedliwiał w trakcie późniejszego dochodzenia zagrożeniem ze strony napierającego tłumu. 
W listopadzie 1921 członkowie jednostki Stennesa zostali oskarżeni o brutalne pobicie przechodnia i skazani za przekroczenie obowiązków służbowych na kary od grzywny 100 marek do trzech miesięcy więzienia. 
W grudniu 1921 toczył się proces w sprawie morderstwa sierżanta policji Johannesa Buchholtza, pracownika działu księgowości koszarów Stennesa, którego na krótko przed śmiercią Stennes oskarżył o defraudację i zawiesił w czynnościach służbowych. Z braku dowodów Buchholtz wrócił na stanowisko, jednocześnie odgrażając się, że ujawni nielegalne transfery pieniężne, nielegalnie gromadzoną broń, a także opowie o funkcjonującym na terenie jednostki sekretnym stowarzyszeniu – Buchholtz został zastrzelony w swoim biurze w czerwcu 1921. Stennes został zawieszony w czynnościach służbowych i zeznawał jako świadek w procesie. Dwóch policjantów oskarżonych o morderstwo Buchholtza zostało uniewinnionych, jednak prezydium policji nie przywróciło Stennesa na stanowisko dowódcy. 28 lutego 1922 Stennes odszedł z policji na własną prośbę. Wkrótce potem Carl Severing rozwiązał dawny oddział Stennesa. 

## Czarna Reichswehra
Stennes wstąpił do Czarnej Reichswehry (niem. Schwarze Reichswehr), gdzie objął dowództwo IV batalionu piechoty. Jako komendant Fortu Hahneberg prowadził nielegalne szkolenia wojskowe młodych członków organizacji nacjonalistycznych. Wsparł pucz kostrzyński, oszańcowując się wraz z oddziałem w twierdzy Hahneberg, by w końcu poddać się siłom policji i Reichswehry. 
W latach 1925–1930 prowadził działalność wywiadowczą dla Ministerstwa Spraw Zagranicznych i Ministerstwa Reichswehry.

## SA i pucz Stennesa
W 1927 wstąpił do NSDAP, a wiosną tego roku Adolf Hitler mianował go SA-Führerem na terenach na wschód od Łaby. Stennes został również zastępcą ówczesnego szefa SA Franza Pfeffera von Salomona. Pod jego dowództwem formacja wschodnia stała się jedną z najsilniejszych struktur SA.
Coraz wyższe wymagania finansowe szybko rozrastających się struktur SA prowadziły do konfliktów z NSDAP. Ponadto Stennes dążył do uniezależnienia się od wpływów partyjnych. W sierpniu 1928 zażądał od centrali 3500 marek, których jednak nie otrzymał, wobec czego zwołał zebranie dowódców SA, na którym ostro skrytykował Hitlera i Pfeffera von Salomona. Po wielokrotnych rozmowach ze Stennesem i innymi przywódcami SA, Joseph Goebbels obiecał przesłać pieniądze. 
Przymierze Hitlera z Niemiecką Narodową Partią Ludową (niem. Deutschnationale Volkspartei, DNVP) i paramilitarną organizacją Stahlhelm spotkało się z opozycją ze strony niektórych członków NSDAP, ale przede wszystkim ze strony dowódców SA skupionych wokół Stennesa, którzy obawiali się utraty wpływów SA i pogorszenia jej sytuacji finansowej. W lipcu 1930 Stennes domagał się rekompensaty w formie przydziału miejsc na listach wyborczych przed zbliżającymi się wyborami do Reichstagu, jednak jego żądania przedstawione Hitlerowi przez Pfeffera zostały odrzucone. W sierpniu 1930 Pfeffer złożył rezygnację. Goebbels miał następnie obiecać miejsca na listach, jednak przy nominacji kandydatów pominął SA. Wobec tego, Stennes wypowiedział posłuszeństwo partii i 20 sierpnia 1930 zajął biuro NSDAP przy Hedemannstrasse w Berlinie. Przebywający wówczas w Breslau Goebbels natychmiast skontaktował się z Hitlerem, aranżując spotkanie ze Stennesem. Hitler obiecał zwiększyć środki finansowe dla SA – kwestii miejsc na listach wyborczych nie dyskutowano. Następnie w przemowie do berlińskich członków SA, Hitler ogłosił dymisję Pfeffera, obwieścił, że osobiście przejmuje dowództwo w SA i SS, i wezwał do lojalności. 
Ze względu na ogromną popularność Stennesa pośród członków SA, jego usunięcie mogło grozić kolejną rebelią. Wobec tego Goebbels zaczął się z nim systematycznie spotykać, odnotowując w swoich dziennikach, że współpraca ze Stennesem jest możliwa.
W styczniu 1931 dowództwo SA objął Ernst Röhm, który przeprowadził reorganizację SA na terenach wschodnich, wyłączając spod kontroli Stennesa Śląsk. Następnie w lutym – zgodnie z nową, łagodną linią polityki Hitlera – zakazał członkom SA angażowania się w bójki uliczne, a także wypowiedzi publicznych. 20 lutego Hitler wydał dekret podporządkowujący SA władzy partyjnej na szczeblu gau. Stennes jednak uważał, że władzę należy przejąć na drodze rewolucji, zamachu stanu i to SA powinna być głównym motorem owej rewolucji. Swój punkt widzenia przedstawił w serii artykułów w piśmie "Der Angriff" – organie berlińskiej NSDAP. Poglądy Stennesa zostały ostro skrytykowane przez Hermanna Göringa i samego Hitlera, którzy dążyli do legalnego zdobycia władzy na drodze demokratycznych wyborów.
Hitler polecił Röhmowi zwolnić Stennesa. Wskutek przecieku Stennes dowiedział się o planowanym zwolnieniu i skontaktował się telegraficznie z Hitlerem, który jednak polecił mu podporządkowanie się rozkazowi odejścia z SA. Podczas gdy 1 kwietnia 1931 przywódcy partyjni przebywali na zjeździe NSDAP w Weimarze, oddziały Stennesa ponownie zajęły biura przy Hedemannstrasse, a także siedzibę redakcji "Der Angriff". 2 kwietnia Stennes opublikował własne wydanie pisma, w którym ogłosił, że wydał rozkaz przejęcia przez SA placówek w prowincjach Meklemburgii, Pomorza, Brandenburgii, Śląska i w Berlinie. Podkreślił, że SA walczy w imię narodu i ojczyzny przeciwko mieszczańsko-liberalnym tendencjom politycznego przywództwa NSDAP. Stennesa poparło 8-10 tys. SA-manów na 25 tys. członków SA na wschodzie. 
Hitler natychmiast powołał nowego SA-Führera na tereny wschodnie – byłego dowódcę Czarnej Reichswehry Paula Schulza, który miał stłumić rebelię Stennesa. Adiutantem Schulza został Kurt Daluege, dowódcą SA na Berlin Edmund Heines, a jego adiutantem Karl Ernst. 
Oczekiwana przez Stennesa ogólnopartyjna rewolta nie nastąpiła. Z szeregów SA wykluczono ok. 500 popleczników Stennesa. Stennesowi zarzucono próbę dyskredytacji Röhma – Stennes miał przesłać do sądu krajowego w Monachium rzekome listy Röhma, świadczące o jego homoseksualizmie, a nawet planować zamach na Röhma, który miał zostać w ostatniej chwili udaremniony przez oddziały SA i SS.
W 1931 Stennes założył Nationalsozialistische Kampfbewegung Deutschlands (NSKD). W 1932 wstąpił do Czarnego Frontu Otto Strassera.

## Emigracja i powrót do kraju
Stennes został aresztowany w 1933 i przewieziony do obozu KZ Columbia, gdzie podjął próbę samobójczą. 26 września 1933, po interwencji Rudolfa Dielsa i Hermanna Göringa, został wypuszczony pod warunkiem opuszczenia Niemiec. Stennes udał się do Chin, gdzie sprawował funkcję doradcy wojskowego Czang Kaj-szeka, organizując struktury policji i wojska na wzór pruski. Dwukrotnie uniknął aresztowania, najpierw przez Japończyków a następnie przez Amerykanów, którzy oskarżyli go o ukrywanie informacji o nazistowskich kolaborantach w Szanghaju – w tym drugim przypadku Stennesowi pomógł Czang Kaj-szek, powołując go do Chińskiej Komisji Wojskowej.
W 1949 Stennes powrócił do Niemiec, próbując bezskutecznie uzyskać status prześladowanego przez reżim nazistowski (niem. Verfolgter der nationalsozialistischen Gewaltherrschaft) – jego wnioski były kolejno odrzucane przez sądy w Arnsbergu (1954), Hamm (1957) a na koniec przez Trybunał Federalny (1957).